# 크림슨 리버
《크림슨 리버》(프랑스어: Les Rivières pourpres, 영어: The Crimson Rivers)는 프랑스에서 제작된 마티외 카소비츠 감독의 2000년 스릴러, 범죄, 드라마, 미스터리 영화이다. 장 레노 등이 주연으로 출연하였다.

## 출연

### 주연
- 장 레노
- 뱅상 카셀

### 조연
- 나디아 파레스
- 도미니크 상다
- 카림 벨카드라
- 장피에르 카셀
- 디디에 플라망

## 기타
- 라인 제작: 알랭 골드만
- 의상: 쥘리 모뒤에슈
- 보조 제작: 카트린 모리스
- 배역: 피에르자크 베니슈

## SBS 성우진 (2002년 7월 14일)
- 김기현 - 피에르(장 레노)
- 신성호 - 막스(뱅상 카셀)
- 최덕희 - 파니(나디아 파레스)
- 송두석
- 노민
- 성선녀
- 기경옥
- 윤기황
- 장승길
- 이선호
- 장주영
- 김소형
- 오인성
- 윤복성